# Martyr
Pour les articles ayant des titres homophones, voir Martyre (homonymie).
Pour les articles homonymes, voir Martyr (homonymie).

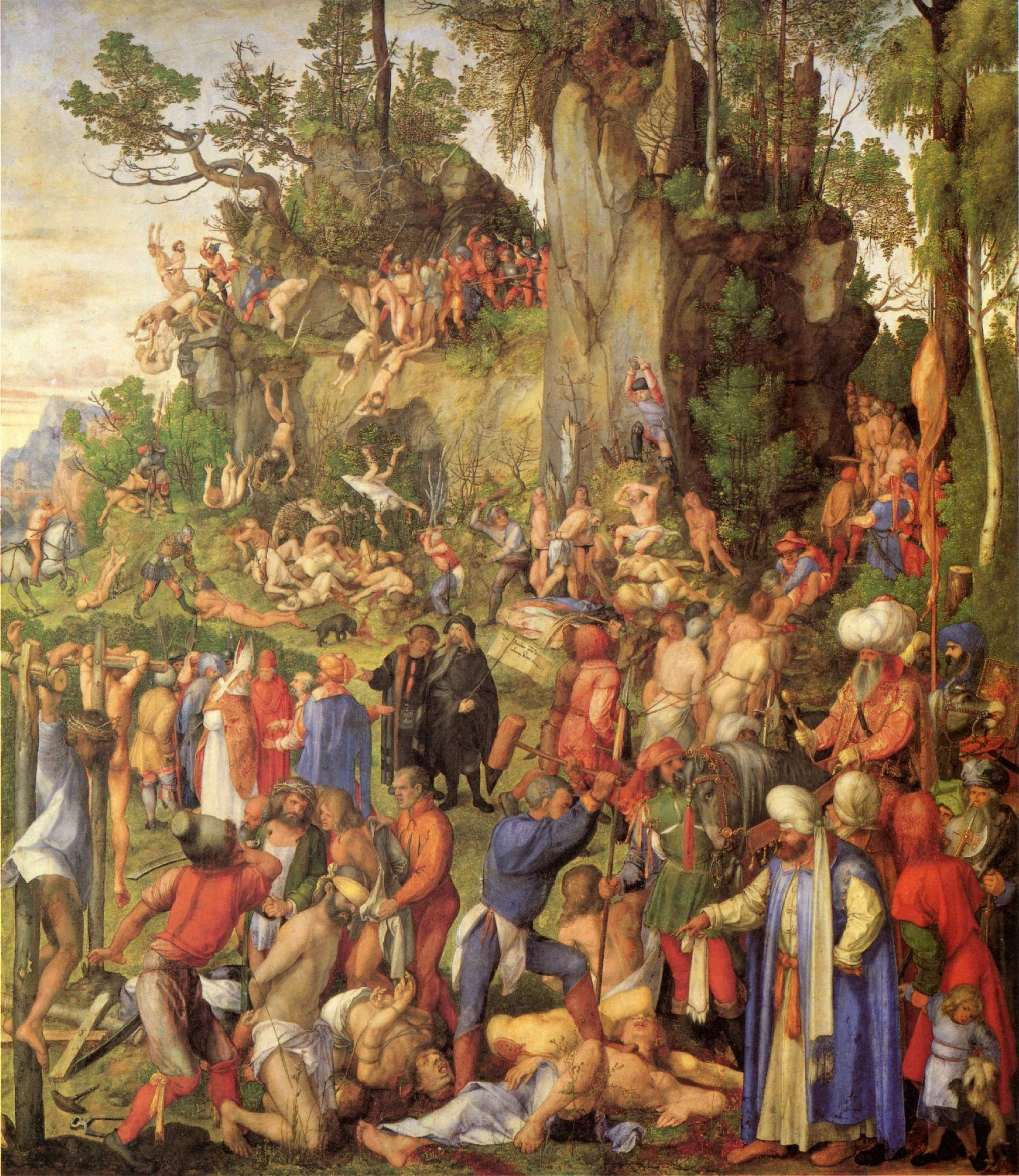
Évocation des Dix Mille Martyrs (Marter der zehntausend Christen), peinture de 1508 d'Albrecht Dürer, Vienne, Kunsthistorisches Museum.

Un martyr ou une martyre (du grec ancien μάρτυς / mártus, « témoin ») est une personne qui subit un martyre, c'est-à-dire un supplice destiné à la faire renoncer à sa foi, et qui accepte la mort plutôt que d'abjurer.
À l'origine, cette notion appartient à la terminologie du christianisme primitif. Au Moyen Âge, la forme « martre » était également utilisée. On la retrouve dans le nom de « Montmartre », le « mont des Martyrs ».
Le mot « martyr » est parfois utilisé dans le sens plus large de victime qui sacrifie sa vie à une cause, par exemple pour les martyrs de la liberté.

## Origine
Reprenant la tradition judéo-hellénistique des Macchabées, les martyrs constituent avant tout la grande majorité des premiers saints. C’est en fait autour de leur culte que s’est formé celui des saints. Cet engouement, qui se développe dès le IIe siècle durant le temps des persécutions, s’explique par la position qu’ils occupent au sein de la communauté chrétienne : ils sont ceux qui ont souffert pour elle, qui lui ont donné une légitimité par leurs sacrifices. De même, prises une à une, les différentes communautés chrétiennes éparpillées dans l’Empire romain acquirent, à titre individuel, une légitimité supplémentaire aux autres, un certain prestige, quand elles comptaient dans leurs rangs un martyr. L’acquisition de cette légitimité s’explique par la portée et la signification de cet acte : si l’homme fuit instinctivement toute douleur, il peut par contre s’y exposer de lui-même et « témoigner alors de la puissance de sa foi », persuadé que ce qui l’attend après cette extrême douleur est un monde meilleur, donnant alors corps et puissance à la doctrine chrétienne. Ainsi, le martyre a des conséquences à deux niveaux, l’un plus restreint, dans une communauté, et l’autre beaucoup plus large, pour le christianisme. L’étymologie de leur nom, signifiant « témoin », prend alors tout son sens puisque par leurs sacrifices ils deviennent les « témoins du Christ », le relais de ce qu’il a commencé dans sa vie. Ces sacrifices en font également « les fidèles les plus chers à Dieu, les chrétiens parfaits, ceux en qui s’était manifestée la grâce ».

## Place dans le christianisme
Les martyrs sont les saints les plus importants de la foi catholique, d’une part car c’est par eux que le « culte des intercesseurs a commencé » et d’autre part parce qu’ils sont « unis au Christ avant tous les autres ». De plus, leur position de « héros chrétiens par excellence », de « représentant des grandes attitudes morales », les amène à être des exemples à suivre. Ils révèlent les valeurs considérées comme importantes par la société catholique, à un moment donné. Ceci est d’autant plus vrai que
« la nouvelle procédure de canonisation mise en place au début du XVIIe siècle […] renforce l’uniformisation des critères communément admis. Tous les serviteurs de Dieu sont soumis à un examen identique, qui n’a pas pour objet de mettre en lumière leur originalité, mais leur conformité à des archétypes dominants. Ces archétypes façonnent les mentalités religieuses. On suppose qu’ils sont, en retour, susceptibles de les révéler ».
Enfin, le martyr est celui qui, par les souffrances qu’il endure, témoigne de sa foi. Un protomartyr est le premier martyr d'un pays, ou d'un ordre religieux : exemples saint Étienne, premier martyr ou protomartyr de la chrétienté, ou saint Laurent Ruiz, protomartyr des Philippines.
La dimension du martyre se retrouve chez les franciscains dans leur règle Regula non bullata de 1221. Elle a pour objectif notamment de soutenir les chrétiens vivant en Terre d’Islam par la prédication et de convertir les Sarrasins.

## Diverses traditions chrétiennes du supplice et de la souffrance
La souffrance occupe une place bien particulière dans la pensée chrétienne. « La tradition chrétienne surtout a donné une signification éminente à la douleur librement consentie comme martyre ou mode d’existence ». Cette douleur serait facteur d’élection : elle mène sur les traces du Christ qui, en faisant don de soi à l’humanité, a laissé une dette immense aux hommes qui ne peuvent la rembourser qu’en le suivant sur le même chemin. Loin d’être considérée comme une obligation contrainte, elle est acceptée et est perçue comme une épreuve spirituelle qui permet de prouver sa foi devant Dieu. Ceux sachant la surpasser se voyant alors ouvrir les portes du Salut. Une certaine tradition chrétienne à certaines époques a fait de la souffrance une sorte de jouissance[réf. nécessaire], ce qui n'est pas d'actualité dans la théologie moderne.
Selon cette conception, le martyr ne se suicide pas, mais accepte les sévices. Les hagiographies anciennes décrivent des martyrs se délectant à l’idée des tortures qu’ils vont subir. Au-delà du texte, le titre de certains tableaux les représentant sont tout à fait significatifs. On peut prendre en exemple le Saint André tressaille de joie à la vue de son supplice de Gabriel Blanchard peint en 1670. Aviad Kleinberg, sur ce sujet, dit que la « mort du martyr est un choix, c’est un acte délibéré, il est la victime passive de la violence des autres, il maîtrise sa destinée et commande dans une certaine mesure les événements, il passe du sacrifié à celui qui sacrifie ». Les bourreaux deviennent eux-mêmes instruments du martyr pour son martyre. Saint Laurent, par exemple, leur commanda de le retourner pour que l’autre côté de son corps soit rôti. Saint Ignace, pour sa part, demande que l'on ne se mette surtout pas entre lui et les fauves qui vont le dévorer, la douleur qu’il en éprouvera étant selon lui le meilleur moyen pour se rapprocher de Dieu.

## Type de martyr
Selon Jacques Gélis, on peut distinguer deux types de martyr : le martyr dit « rouge » et le martyr dit « blanc ».
- Le premier est le plus connu, il est celui qui, en tant qu’individu ayant refusé d’apostasier, subit une « mort-supplice » infligée par la communauté : un supplice public. Michel Foucault, qui utilise le terme de « mort-supplice », la décrit comme « un art de retenir la vie dans la souffrance, en la subdivisant en « mille morts » et en obtenant, avant que cesse l’existence [la souffrance la plus extrême][note 1] »[12].

- Le second, moins connu, est celui qui subit des supplices en privé, dans un cadre plus intime. Celui-ci est issu de pratiques qui débutent à la fin du Moyen Âge. Dans un monde où le chrétien vit et évolue sur une terre christianisée, mourir et souffrir pour sa foi ne peuvent plus, ou en tout cas sont beaucoup moins, possibles. Ainsi, le chrétien, ne pouvant plus être atteint par d’autres en raison de sa foi différente, se retourne contre son propre corps et s’inflige lui-même des supplices plus ou moins graves. Car, la douleur qu’ils subissent est un moyen de rédemption qui fait alors du corps un lieu privilégié vers celle-ci. Le chrétien par l’expérience de la douleur, par l’imitation de la Passion du Christ peut se rapprocher du divin[13]. Un ouvrage, Imitation de Jésus Christ, paru au XVe siècle et ayant eu un fort impact, diffuse cette idée, faisant même de la douleur une offrande à Dieu, une preuve d’amour. Cette expérience peut prendre des formes diverses. Ignace de Loyola dans ses Exercices spirituels demande dans un premier temps à l’individu de faire appel à tous ses sens pour se représenter l’Enfer et les souffrances du Christ. Sentir le soufre ou encore la chaleur de l’Enfer sont pour lui autant de moyens de préparer l’esprit, comme on pourrait le faire pour le corps, avec la marche par exemple[14]. Éprouver la douleur passe ensuite par une rigueur de vie touchant l’alimentation, le sommeil ou le corps en lui-même. Le but est de contraindre le corps, et le restreindre dans ces désirs, ces mouvements, son bien-être. Ainsi, celui qui fait l’expérience de la douleur peut porter cilices, cordes ou chaines pour se blesser. Cependant, l’atteinte au corps se fait uniquement en surface, ou dans la chair. Il ne faut pas atteindre les os ou provoquer sa propre mort, le suicide étant un péché menant en Enfer : « Chacun est responsable de sa vie devant Dieu qui la lui a donnée. C’est lui qui en reste le souverain Maître. Nous sommes tenus de la recevoir avec reconnaissance et de la préserver pour son honneur et le salut de nos âmes. Nous sommes les intendants et non les propriétaires de la vie que Dieu nous a confiée. Nous n’en disposons pas »[15].

## Représentation des martyrs

### Attributs

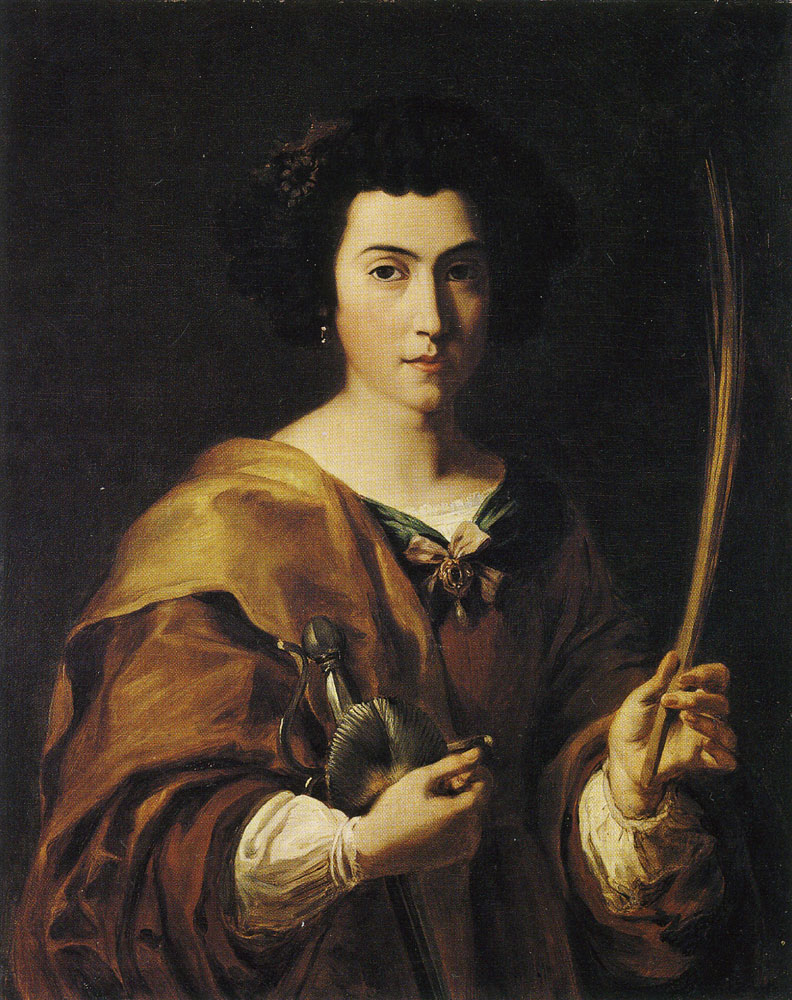
Peinture d'Eugène Delacroix représentant sainte Catherine d'Alexandrie tenant la palme du martyre et l'épée qui l'a décapitée. Les deux attributs représentent la défense de la foi jusqu'au bout.

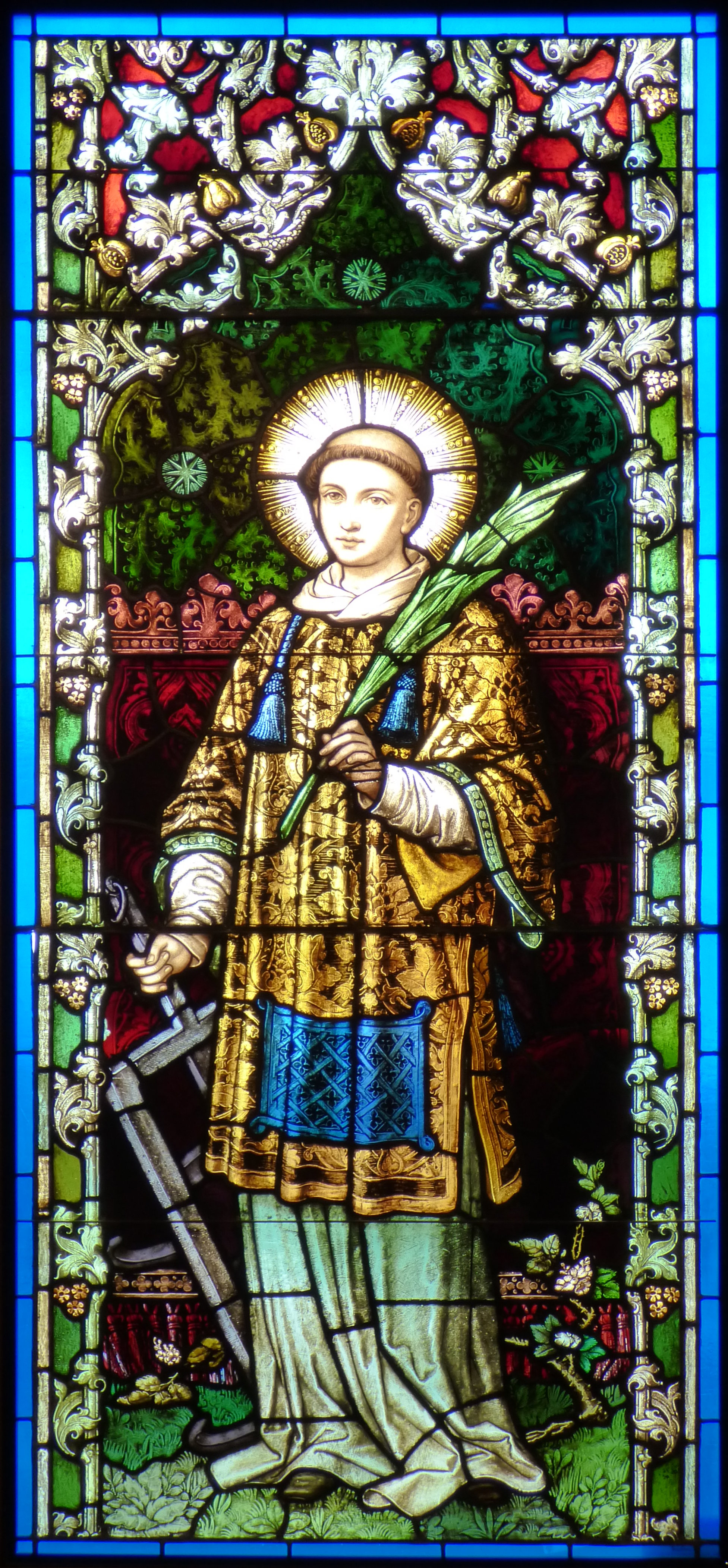
Saint Laurent tenant le gril sur lequel il a été brûlé vif et une branche de palmier, symbole du martyr. Vitrail de l'église Saint-Laurent Martyr d'Omaha dans le Nebraska.

On retrouve dans les représentations de martyrs la présence d’attributs permettant de les identifier. C’est un système que l’on peut retrouver bien avant dans d’autres religions. En effet, durant l’Antiquité, les Grecs, par exemple, identifiaient déjà leurs dieux via des attributs particuliers, tels les éclairs pour Zeus. Ces attributs sont dits, parmi les trois types dégagés par Louis Réau, « individuels ». Ils « se rapportent à un épisode de la légende ou du martyre des saints, à un aspect de leur culte, voire encore à leur nom ». Pour nos martyrs, c’est à un épisode de leur martyre qu’ils se rapportent, prenant la forme de l’instrument qui a causé leur mort ou le plus de souffrance. Les premières représentations de ce type sont observables vers la fin du XIIe siècle dans le nord de l’Europe.
Leur utilisation s’étend progressivement jusqu’à devenir systématique, dans tous les types de représentations, dans le courant du XIIIe siècle, et continue aux siècles suivants. Ces objets ont ensuite été réaffirmés, voire établis pour certains, durant le concile de Trente pour homogénéiser la manière de représenter un saint. Cependant, il ne faut pas résumer leur fonction à l’identification du saint. Selon Charlotte Denoël, ils sont également perçus comme un moyen de rappeler les « hauts faits de l’Histoire sainte » et comme des « signes manifestant le mérite et le pouvoir spirituel de leurs possesseurs ». Ils sont un moyen de « condenser un ensemble de données relatives à la légende d’un saint en une seule image synthétique propre à susciter la piété de ceux qui la contemplaient ».
Outre cet attribut individuel, on remarque la présence quasi systématique de la palme ou la couronne de laurier dans chaque représentation de martyr. Portés par le martyr ou des chérubins qui l’accompagnent, ils sont dans la tradition chrétienne le symbole détenu par celui qui a subi le martyre.

### Contexte de représentation
On retrouve deux contextes de représentation pour les martyrs, celui du supplice subi par le martyr et celui que Frédéric Boromée nomme « en majesté », en référence aux représentations des rois dites en majesté. Cette dernière est une représentation du souvenir du corps du martyr, corps qui est intact malgré le supplice subi. Il peut être seul ou accompagné par une personne d’un plus haut rang, tels la Vierge ou Jésus. Dans ce type de représentation, une forme de hiérarchisation, entre les personnages, est induite par la hauteur que les personnages occupent, la Vierge et Jésus étant placés plus haut.

### Succès
Si l’art chrétien n’a jamais manqué de prendre les martyrs comme sujet, la fin du XVIe siècle et la première moitié du XVIIe siècle marquent un moment d’explosion de leur représentation dans les œuvres. Cet intérêt plus important pour les martyrs s’explique par trois phénomènes décrits par Émile Mâle. Le premier est la redécouverte des catacombes de Rome en 1578 qui renvoie le monde chrétien à son passé, rappelle les premières heures de la Chrétienté, moment où les chrétiens étaient déjà persécutés. Faisant écho à la même période, les missionnaires, envoyés partout dans le monde dans le même temps, sont des évangélisateurs dans des terres qui peuvent être à peine au fait de l’existence du christianisme. Ainsi, ils subissent aisément une certaine analogie avec les apôtres qui livraient bataille contre les ennemis de la foi, donnaient leur corps pour celle-ci, subissaient d’atroces sévices parce qu’ils prêchaient ou refusaient d’apostasier. Ces deux premiers phénomènes amènent, de la même manière, à une réminiscence de ces temps de persécutions, qui ont vu naître les premiers martyrs, relançant une forme d’élan autour d’eux. Le dernier de ces phénomènes est la publication de martyrologes ; le premier en 1580, le deuxième, la même année, le troisième en 1584, et le plus important de tous étant le quatrième : celui rédigé par Cesare Baronio en 1588. Outre le fait que la simple rédaction de martyrologes montre le regain d’intérêt pour les martyrs, leur rédaction, et leur diffusion l’entretiennent aussi et le développe. Ces martyrologes, issus d’une volonté de confirmer l’existence des martyrs, de donner un aspect plus historique à leur histoire, ont permis d’établir un discours unique sur le déroulement de leurs sévices. Ils obtiennent, par ce biais, une fonction dans l’art où ils servent de base pour la représentation des sévices, ceux-ci étant souvent consultés pour vérifier que l’image produite correspond à la « vérité historique ».
L'Église orthodoxe a aussi canonisé récemment de nombreux martyrs victimes des révolutions et des guerres du XXe siècle en haine de la foi, comme Alexandre Men.

## Martyrs célèbres chrétiens

### Les apôtres

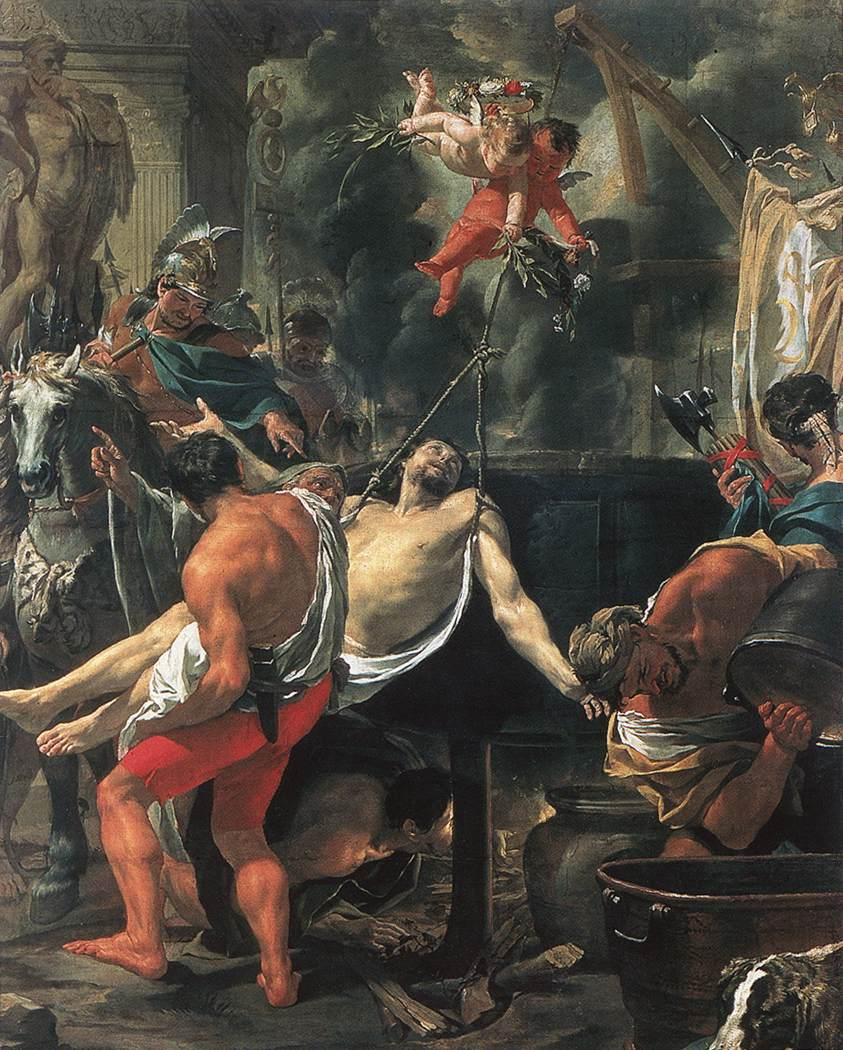
Charles Le Brun, Le Martyre de saint Jean l'évangéliste à la porte Latine, Paris, église Saint-Nicolas-du-Chardonnet, 1641 - 1642.

Parmi les apôtres de Jésus on trouve de nombreux martyrs. Les plus célèbres étant saint Pierre, qui fut crucifié la tête en bas, sous l'empereur Néron (64), saint Paul, décapité la même année, ou saint Barthélemy, écorché vif.
On retrouve aussi saint Jean l'évangéliste qui serait, selon Tertullien, le seul apôtre à avoir subi le martyre et à être resté vivant et indemne. Une première fois, on l'aurait forcé à boire un poison, et une seconde fois, on l'aurait plongé dans une cuve d'eau bouillante de laquelle il serait sorti rajeuni.

### Les saints
Pour les chrétiens, le premier martyr, ou protomartyr, est saint Étienne, lapidé par ses auditeurs à Jérusalem, en présence de Saul, connu ensuite comme saint Paul.
Parmi les martyrs célèbres ou représentatifs des premiers siècles, par ordre chronologique :
- Saint Étienne, premier martyr à Jérusalem, lapidé en 35 ;
- Saint Laurent, martyrisé en 258, supplicié sur le gril ;
- Saint Sébastien, attaché à un arbre puis criblé de flèches au IIIe siècle (288 ?) ;
- Catherine d'Alexandrie, martyrisée au IVe siècle, suppliciée sur la roue (brisée par un ange) puis décapitée.

## Aujourd'hui
Les martyrs continuent d'être béatifiés ou canonisés par l'Église depuis l'origine, autant dans la tradition latine (morts in odium fidei) que dans la tradition orientale. Dans ce cas, chez les Latins, la reconnaissance de miracles n'est pas obligatoire. Parmi les martyrs récemment reconnus, l'on peut citer les martyrs d'Algérie (dont les moines de Tibhirine) tués à la fin du XXe siècle, les martyrs franciscains du Pérou Michal Tomaszek et Zbigniew Strzałkowski, les martyrs de la guerre civile espagnole (Carmélites martyres de Guadalajara et autres Martyrs de la guerre d'Espagne), les innombrables martyrs de la foi pendant la Seconde Guerre mondiale (Maximilien Kolbe, Antoni Leszczewicz, Bernhard Lichtenberg, Sainte Thérèse-Bénédicte de la Croix - ou Édith Stein, etc.), ceux de l'époque communiste (comme Jerzy Popiełuszko, ou les Martyrs d'Albanie) ou ceux de la décolonisation (martyrs du Laos, du Congo belge), etc. Voir Catégorie:Martyr catholique au XXe siècle.
L'Église orthodoxe canonise aussi régulièrement des martyrs de la foi pendant les révolutions ou les guerres du XXe siècle, ou de l'époque communiste : par exemple, Olga Vasilievna Evdokimova, arrêtée en 1937 par le NKVD puis morte peu après en déportation pour avoir protesté contre la fermeture de l'église de son village. D'autres figures sont en attente d'être reconnues comme Alexandre Men.

## Dans la culture populaire
Le film Martyrs traite de façon horrifique du sujet, tout en lui offrant une portée philosophique.

## Dans le sikhisme
Les persécutions pour la foi ont commencé très tôt dans l'histoire du sikhisme. En penjabi, un martyr se dit : shahadat, mot qui se traduit aussi par : témoignage. Des Gurus du sikhisme et de nombreux sikhs célèbres sont considérés comme martyrs. Dans les temples sikhs, les gurdwaras, des dessins de martyrs sont généralement affichés. L'oppresseur moghol en Inde, en son temps, a fait de nombreux martyrs. Des sikhs sont devenus martyrs aussi bien en se battant qu'en étant non-violents.

## Les «martyrs» en dehors du contexte religieux

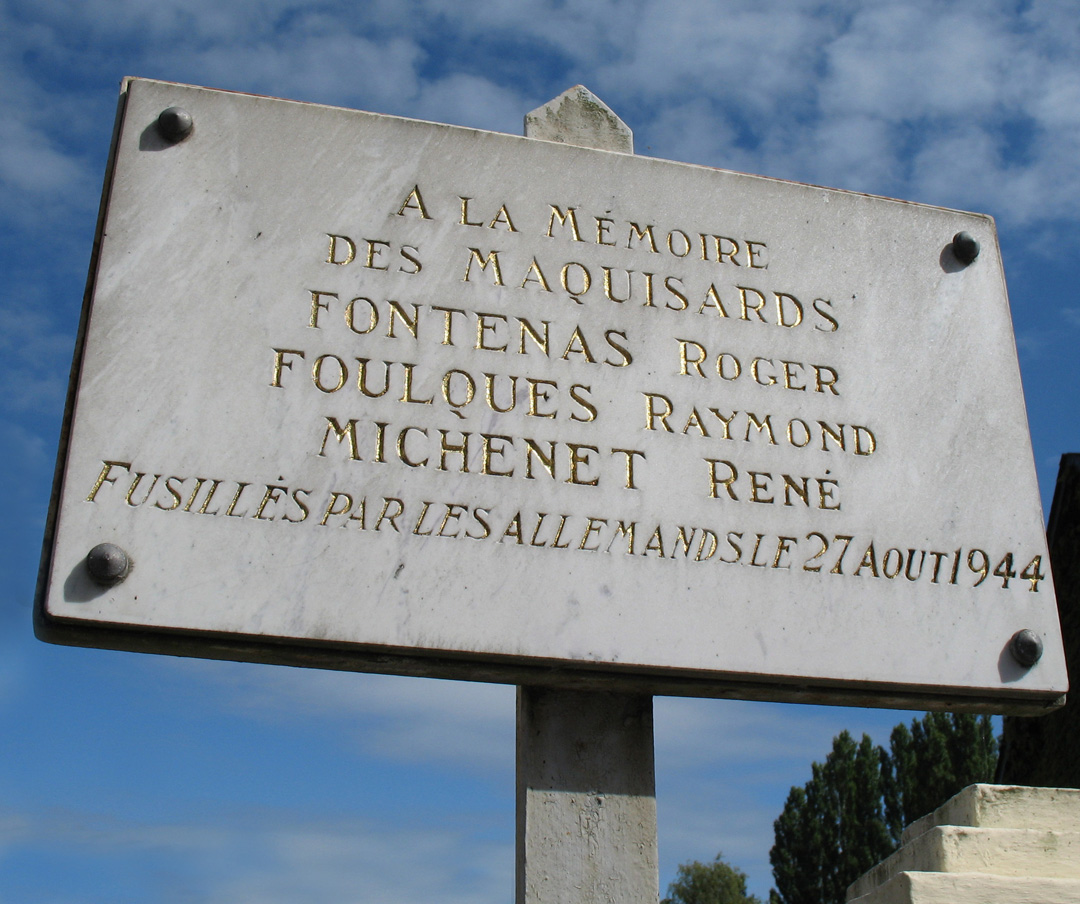
Plaque à la mémoire des maquisards fusillés, avenue des Martyrs, Ligueil, France

Par extension, le mot désigne celui qui est torturé et/ou tué pour une cause ou un idéal. Il est parfois soumis à des dérives :
- On a parfois parlé de « martyrs du IIIe Reich », terminologie contestée par un article du Monde mentionnant qu’on ne peut parler de « martyr » lorsque la seule caractéristique réelle de la victime est d’avoir eu le malheur de croiser le chemin de son bourreau[réf. nécessaire].

- Le mot « martyr » (« מרטיר » en hébreu) est entré récemment dans la langue hébraïque mais le judaïsme utilise le mot kadosh ou mekadesh hashem pour désigner un homme qui meurt pour la sanctification du Nom (קידוש השם en héb. kiddoush hashem)[réf. nécessaire].

Il importe donc, lorsqu’on utilise ce mot, de préciser quelle acception exacte on lui donne.